# Vesna Svalina
Vesna Svalina (Požega, 11. rujna 1968.) hrvatska je znanstvenica i dirigentica. Zaposlena je kao izvanredna profesorica iz interdisciplinarog područja znanosti (polja obrazovne znanosti - pedagogija i glazbena umjetnost) na Fakultetu za odgojne i obrazovne znanosti Sveučilišta Josipa Jurja Strossmayera u Osijeku. Od 2018. godine na istom je fakultetu imenovana predsjednicom Katedre za glazbenu umjetnost. Od 2020. godine angažirana je još kao vanjska suradnica na Sveučilištu u Slavonskom Brodu, na Odjelu društveno-humanističkih znanosti. 
Diplomirala je na Pedagoškom fakultetu u Osijeku 1991. godine, magistrirala na Muzičkoj akademiji u Zagrebu 2009. godine (na Poslijediplomskom magistarskom studiju iz glazbene pedagogije), a doktorirala na Učiteljskom fakultetu Sveučilišta u Zagrebu 2013. godine (na sveučilišnom doktorskom studiju "Rani odgoj i obvezno obrazovanje"). Akademski stupanj doktorice znanosti stekla je iz područja društvenih znanosti, polja odgojnih znanosti, grane didaktika. 
Njezin znanstveni interes usmjeren je u prvom redu na područje glazbene pedagogije. Radove izlaže na stručnim i znanstvenim skupovima te ih objavljuje u časopisima (Australian Journal of Music Education, International Journal of Early Childhool Learning, Metodički ogledi, Music Education Research, Napredak, Pedagogika, Problems of Education in the 21st Century, Školski vjesnik, Tonovi, Život i škola i dr.), odnosno u zbornicima s domaćih i međunarodnih znanstvenih skupova. Dosad je objavila jednu knjigu i 30 znanstvenih radova. Od 2015. do 2018. godine izvršna je urednica časopisa Život i škola.  U rujnu mjesecu 2021. godine postala je članicom uredništva časopisa SN Social Sciences, a od mjeseca studenog 2021. godine članica je uredništva američkog časopisa International Journal of Psychological and Brain Sciences. Sudjelovala je u pripremi Šestog međunarodnog simpozija glazbenih pedagoga 2019. godine kao članica znanstvenog i predsjednica organizacijskog odbora. Od 2009. do 2014. uključena je u projekt Razvoj stvaralaštva u cjeloživotnoj edukaciji učitelja koji se ostvarivao pri Učiteljskom fakultetu u Osijeku, a od 2015. do 2016. godine vodi znanstveno-istraživački projekt Slušanje glazbe kao područje u kurikulumu nastave glazbene kulture koji se provodio na Fakultetu za odgojne i obrazovne znanosti uz financijsku potporu Sveučilišta Josipa Jurja Strossmayera u Osijeku. Od 2018. do 2020. godine uključena je kao suradnica na znanstveno-istraživačkom projektu u sklopu bilateralne hrvatsko-slovenske suradnje Darovitost u umjetničkom području - analiza stanja među učenicima osnovnih škola s aspekta likovne i glazbene darovitosti. Projekt je sufinanciralo Ministarstvo znanosti i obrazovanje Republike Hrvatske i Republike Slovenije. 
Voditeljica je nekoliko pjevačkih ansambala s kojima osvaja visoke nagrade na državnim i međunarodnim natjecanjima. Od 1989. do 1994. godine vodi mješoviti zbor Hrvatskog pjevačkog društva "Lipa" iz Osijeka s kojim ostvaruje velik broj koncerata u Hrvatskoj i u inozemstvu (Italija - Rim, Fermignano, Njemačka - Lindenholzhausen, Ulm, Pfortzheim, Wiesbaden) te sudjeluje na dva državna i na jednom međunarodnom natjecanju (Njemačka, 1993. - "Harmonie Festival 93," Lindenholzhausen). Od 1997. do 2021. godine vodi Mješoviti pjevački zbor Glazbene škole Franje Kuhača Osijek s kojim osvaja 17 prvih nagrada - 11 državnih i 6 međunarodnih (Italija, Austrija, Slovenija i Švicarska). Posebno su značajni njezini nastupi s tim zborom na međunarodnim zborskim natjecanjima u Sloveniji, Austriji i Italiji. Na 31. Mednarodnom mladinskom pevskom festivalu v Celju (Slovenija) (2015.) osvaja sa zborom zlatnu diplomu i prvo mjesto, a stručni žiri joj dodjeljuje i posebnu nagradu za najuvjerljiviji dirigentski nastup. Na međunarodnom natjecanju u Bad Ischlu s istim ansamblom osvaja dvije zlatne diplome (u kategoriji G3 - zborovi mladih i F - folklor) te prvo mjesto u G3 kategoriji, a na natjecanju Venezia in Musica (2010.) zlatnu diplomu i prvo mjesto u kategoriji G3 (zborovi mladih). Od 2008. do 2017. godine vodi Akademski pjevački zbor Capella Fidelis, a od  2011. do 2018. godine vokalna je voditeljica folklornog ansambla Hrvatskog kulturno umjetničkog društva Željezničar Osijek. Dobitnica je triju posebnih nagrada: nagrade za najbolju izvedbu obvezne skladbe (Varažadin, 2001.), za najbolju izvedbu skladbe domaćeg autora (Varaždin, 2008.) te za najuvjerljiviji dirigentski nastup (Celje, 2015.). 

## Vanjske poveznice
- CROSBI
- Google Scholar
- Katedra za glazbenu umjetnost
- Oskultura  Arhivirana inačica izvorne stranice od 27. kolovoza 2019. (Wayback Machine)
- https://www.vesna-svalina.net/